# Райнхаузен (Брайсгау)
Райнхаузен (нем. Rheinhausen) — община в Германии, в земле Баден-Вюртемберг.
Подчиняется административному округу Фрайбург. Входит в состав района Эммендинген. Население составляет 3443 человека (на 31 декабря 2010 года). Занимает площадь 21,99 км².